# Ringer-Europameisterschaften 2009
Die Ringer-Europameisterschaften 2009 wurden vom 31. März bis 5. April in der litauischen Hauptstadt Vilnius ausgetragen. Es war das erste große Ringer-Turnier, das in Litauen ausgetragen wurde. Gerungen wurde in den Stilarten griechisch-römisch (Greco) der Herren, Freistil der Herren und Freistil der Damen. In jeder Stilart wurden Medaillen in sieben Gewichtsklassen vergeben.
Austragungsort der Wettkämpfe war die Universali Arena „Sportima“, die 2001 eröffnet wurde und sich auf 14.000 Quadratmetern erstreckt.

## Zeitplan
- 31. März: Herren Freistil; Kategorien bis 55 kg, 66 kg, 84 kg und 120 kg.
- 1. April: Herren Freistil; Kategorien bis 60 kg, 74 kg und 96 kg.
- 2. April: Damen Freistil; Kategorien bis 51 kg, 59 kg und 67 kg.
- 3. April: Damen Freistil; Kategorien bis 48 kg, 55 kg, 63 kg und 72 kg.
- 4. April: Herren Greco; Kategorien bis 55 kg, 60 kg, 66 kg, 74 kg.
- 5. April: Herren Greco; Kategorien bis 84 kg, 96 kg und 120 kg.

## Europameister 2009
Übersicht aller Europameister 2009:
| Kategorie | Greco                | Freistil                 | Frauen               |
| --------- | -------------------- | ------------------------ | -------------------- |
| 1         | Jani Haapamäki       | Nariman Israpilow        | Mariya Stadnik       |
| 2         | Islambek Albijew     | Zəlimxan Hüseynov        | Jekaterina Krasnowa  |
| 3         | Ambako Watschadse    | Andrij Stadnik           | Nataliya Sinişin     |
| 4         | Arsen Dschulfalakjan | Çamsulvara Çamsulvarayev | Johanna Mattsson     |
| 5         | Alexei Mischin       | Soslan Kzojew            | Monika Michalik      |
| 6         | Aslanbek Chuschtow   | Xetaq Qazyumov           | Kateryna Burmistrowa |
| 7         | Juri Patrikejew      | Əli İsayev               | Stanka Slatewa       |

## Freistil, Männer
Die Wettbewerbe der Männer im freien Stil wurden am 31. März und 1. April ausgetragen.

### Ergebnisse

#### Kategorie bis 55 kg (Bantamgewicht)
| Platz | Land          | Sportler                 |
| ----- | ------------- | ------------------------ |
| 1     | Russland      | Nariman Israpilow        |
| 2     | Georgien      | Bessarion Gotschaschwili |
| 3     | Belarus       | Uladsislau Andrejeu      |
| 3     | Bulgarien     | Radoslaw Welikow         |
| 5     | Aserbaidschan | Yaşar Əliyev             |
| 5     | Armenien      | Mihran Jaburjan          |
|       |               |                          |
| 10    | Schweiz       | Urs Wild                 |
|       |               |                          |
| 13    | Deutschland   | Tim Schleicher           |

Datum: 31. März 2009

Titelverteidiger: Dschamal Otarsultanow, Russland

Teilnehmer: 14
Europameister in der niedrigsten Freistil-Klasse wurde der 21-jährige Russe Nariman Israpilow. Im Finale besiegte er den Georgier Bessarion Gotschaschwili nach drei Runden. Die Bronzemedaillen sicherten sich der Weißrusse Uladsislau Andrejeu und der Bulgare Radoslaw Welikow, der auch bei den Olympischen Spielen 2008 die Bronzemedaille gewann.

#### Kategorie bis 60 kg (Federgewicht)
| Platz | Land          | Sportler           |
| ----- | ------------- | ------------------ |
| 1     | Aserbaidschan | Zəlimxan Hüseynov  |
| 2     | Russland      | Adam Batirow       |
| 3     | Ukraine       | Wassyl Fedoryschyn |
| 3     | Georgien      | Malchas Kurdiani   |
| 5     | Rumänien      | George Bucur       |
| 5     | Türkei        | Ersin Çetin        |
|       |               |                    |
| 10    | Deutschland   | Michel Schneider   |
|       |               |                    |
| 12    | Österreich    | Lubos Cikel        |

Datum: 1. April 2009

Titelverteidiger: Wassyl Fedoryschyn, Ukraine

Teilnehmer: 17

#### Kategorie bis 66 kg (Leichtgewicht)
| Platz | Land          | Sportler                |
| ----- | ------------- | ----------------------- |
| 1     | Ukraine       | Andrij Stadnik          |
| 2     | Aserbaidschan | Cəbrayıl Həsənov        |
| 3     | Georgien      | Malchas Musiaschwili    |
| 3     | Armenien      | Tschikajer Howhannisjan |
| 5     | Ungarn        | Gergő Wöller            |
| 5     | Moldau        | Roman Dermenji          |
|       |               |                         |
| 13    | Deutschland   | Samet Dülger            |

Datum: 31. März 2009

Titelverteidiger: Ramazan Şahin, Türkei

Teilnehmer: 21

#### Kategorie bis 74 kg (Weltergewicht)
| Platz | Land          | Sportler                 |
| ----- | ------------- | ------------------------ |
| 1     | Aserbaidschan | Çamsulvara Çamsulvarayev |
| 2     | Türkei        | Fırat Binici             |
| 3     | Bulgarien     | Kiril Tersiew            |
| 3     | Belarus       | Murad Hajdarau           |
| 5     | Deutschland   | Andriy Shyyka            |
| 5     | Georgien      | Gela Saghiraschwili      |
|       |               |                          |
| 16    | Schweiz       | Marco Riesen             |

Datum: 1. April 2009

Titelverteidiger: Machatsch Murtasalijew, Russland

Teilnehmer: 23

#### Kategorie bis 84 kg (Mittelgewicht)
| Platz | Land          | Sportler               |
| ----- | ------------- | ---------------------- |
| 1     | Russland      | Soslan Kzojew          |
| 2     | Ukraine       | Ibrahim Aldatow        |
| 3     | Aserbaidschan | Novruz Temrezov        |
| 3     | Türkei        | Gökhan Yavaşer         |
| 5     | Bulgarien     | Miroslaw Gotschew      |
| 5     | Polen         | Radosław Marcinkiewicz |
|       |               |                        |
| 12    | Deutschland   | Peter Weisenberger     |

Datum: 31. März 2009

Titelverteidiger: Georgi Ketojew, Russland

Teilnehmer: 19

#### Kategorie bis 96 kg
| Platz | Land          | Sportler         |
| ----- | ------------- | ---------------- |
| 1     | Aserbaidschan | Xetaq Qazyumov   |
| 2     | Russland      | Georgi Ketojew   |
| 3     | Türkei        | Serhat Balcı     |
| 3     | Armenien      | Edgar Jenokjan   |
| 5     | Moldau        | Nicolai Ceban    |
| 5     | Lettland      | Imants Lagodskis |
|       |               |                  |
| 15    | Deutschland   | Stefan Kehrer    |

Datum: 1. April 2009

Titelverteidiger: Giorgi Gogschelidse, Georgien

Teilnehmer: 18

#### Kategorie bis 120 kg
| Platz | Land          | Sportler             |
| ----- | ------------- | -------------------- |
| 1     | Aserbaidschan | Əli İsayev           |
| 2     | Armenien      | Ruslan Bassijew      |
| 3     | Ukraine       | Wassyl Tesmynezkyj   |
| 3     | Türkei        | Recep Kara           |
| 5     | Georgien      | Dawit Otiaschwili    |
| 5     | Griechenland  | Ioannis Arzoumanidis |

Datum: 31. März 2009

Titelverteidiger: David Musuľbes, Slowakei

Teilnehmer: 14

### Medaillenspiegel
| Rang | Land          | Gold | Silber | Bronze | Fünfter |
| ---- | ------------- | ---- | ------ | ------ | ------- |
| 1    | Aserbaidschan | 4    | 1      | 1      | 1       |
| 2    | Russland      | 2    | 2      | 0      | 0       |
| 3    | Ukraine       | 1    | 1      | 2      | 0       |
| 4    | Türkei        | 0    | 1      | 3      | 1       |
| 5    | Georgien      | 0    | 1      | 2      | 2       |
| 6    | Armenien      | 0    | 1      | 2      | 1       |
| 7    | Bulgarien     | 0    | 0      | 2      | 1       |
| 8    | Belarus       | 0    | 0      | 2      | 0       |
| 9    | Moldau        | 0    | 0      | 0      | 2       |
| 10   | Rumänien      | 0    | 0      | 0      | 1       |
|      | Ungarn        | 0    | 0      | 0      | 1       |
|      | Polen         | 0    | 0      | 0      | 1       |
|      | Griechenland  | 0    | 0      | 0      | 1       |
|      | Lettland      | 0    | 0      | 0      | 1       |
|      | Deutschland   | 0    | 0      | 0      | 1       |

## Freistil, Frauen
Die Wettbewerbe der Frauen im freien Stil wurden am 2. April und 3. April ausgetragen.

### Ergebnisse

#### Kategorie bis 48 kg
| Platz | Land          | Sportler             |
| ----- | ------------- | -------------------- |
| 1     | Aserbaidschan | Mariya Stadnik       |
| 2     | Rumänien      | Estera Dobre         |
| 3     | Finnland      | Sarianne Savola      |
| 3     | Russland      | Lilija Kaskarakowa   |
| 5     | Belarus       | Tazzjana Hurnowitsch |
| 5     | Polen         | Iwona Sadowska       |
|       |               |                      |
| 8     | Deutschland   | Annika Hofmann       |

Datum: 3. April 2009

Titelverteidigerin: Mariya Stadnik, Aserbaidschan

Teilnehmer: 14

#### Kategorie bis 51 kg
| Platz | Land        | Sportler              |
| ----- | ----------- | --------------------- |
| 1     | Russland    | Jekaterina Krasnowa   |
| 2     | Ungarn      | Emese Szabó           |
| 3     | Ukraine     | Julija Blahynja       |
| 3     | Italien     | Francine De Paola     |
| 5     | Polen       | Renata Omilusik       |
| 5     | Spanien     | Maria del Mar Serrano |
|       |             |                       |
| 7     | Schweiz     | Nadine Tokar          |
|       |             |                       |
| 11    | Deutschland | Alexandra Engelhardt  |

Datum: 2. April 2009

Titelverteidigerin: Anna Trussowa, Russland

Teilnehmer: 18

#### Kategorie bis 55 kg
| Platz | Land        | Sportler         |
| ----- | ----------- | ---------------- |
| 1     | Ukraine     | Nataliya Sinişin |
| 2     | Belarus     | Alena Filipawa   |
| 3     | Russland    | Natalja Smirnowa |
| 3     | Rumänien    | Ana Maria Pavăl  |
| 5     | Ungarn      | Emese Barka      |
| 5     | Polen       | Sylwia Bileńska  |
|       |             |                  |
| 11    | Deutschland | Nicole Hauptmann |

Datum: 3. April 2009

Titelverteidigerin: Natalja Golz, Russland

Teilnehmer: 14

#### Kategorie bis 59 kg
| Platz | Land        | Sportler         |
| ----- | ----------- | ---------------- |
| 1     | Schweden    | Johanna Mattsson |
| 2     | Ukraine     | Iryna Chariw     |
| 3     | Russland    | Julija Rekwawa   |
| 3     | Frankreich  | Meryem Selloum   |
| 5     | Ungarn      | Kitti Godó       |
| 5     | Polen       | Agata Pietrzyk   |
|       |             |                  |
| 10    | Deutschland | Aline Focken     |

Datum: 2. April 2009

Titelverteidigerin: Ida-Theres Nerell, Schweden

Teilnehmer: 18

#### Kategorie bis 63 kg
| Platz | Land        | Sportler            |
| ----- | ----------- | ------------------- |
| 1     | Polen       | Monika Ewa Michalik |
| 2     | Russland    | Aljona Kartaschowa  |
| 3     | Schweden    | Henna Johansson     |
| 3     | Deutschland | Stefanie Stüber     |
| 5     | Spanien     | Teresa Méndez       |
| 5     | Frankreich  | Audrey Prieto       |

Datum: 3. April 2009

Titelverteidigerin: Aljona Kartaschowa, Russland

Teilnehmer: 17

#### Kategorie bis 67 kg
| Platz | Land          | Sportler              |
| ----- | ------------- | --------------------- |
| 1     | Ukraine       | Kateryna Burmistrowa  |
| 2     | Aserbaidschan | Zümrüd Qurbanhaçıyeva |
| 3     | Bulgarien     | Raliza Iwanowa        |
| 3     | Russland      | Julija Bartnowskaja   |
| 5     | Spanien       | Aurora Fajardo        |
| 5     | Rumänien      | Roxana Ianculovici    |
|       |               |                       |
| 8     | Österreich    | Nikola Hartmann       |
|       |               |                       |
| 10    | Deutschland   | Maria Selmaier        |
|       |               |                       |
| 12    | Schweiz       | Karin Stinglein       |

Datum: 2. April 2009

Titelverteidigerin: Marjana Kwjatkowska, Ukraine

Teilnehmer: 14

#### Kategorie bis 72 kg
| Platz | Land       | Sportler            |
| ----- | ---------- | ------------------- |
| 1     | Bulgarien  | Stanka Slatewa      |
| 2     | Russland   | Aljona Starodubzewa |
| 3     | Polen      | Agnieszka Wieszczek |
| 3     | Ukraine    | Switlana Sajenko    |
| 5     | Schweden   | Emma Weberg         |
| 5     | Österreich | Marina Gastl        |

Datum: 3. April 2009

Titelverteidigerin: Stanka Slatewa, Bulgarien

Teilnehmer: 13

### Medaillenspiegel
| Rang | Land          | Gold | Silber | Bronze | Fünfter |
| ---- | ------------- | ---- | ------ | ------ | ------- |
| 1    | Ukraine       | 2    | 1      | 2      | 0       |
| 2    | Russland      | 1    | 2      | 4      | 0       |
| 3    | Aserbaidschan | 1    | 1      | 0      | 0       |
| 4    | Polen         | 1    | 0      | 1      | 4       |
| 5    | Schweden      | 1    | 0      | 1      | 1       |
| 6    | Bulgarien     | 1    | 0      | 1      | 0       |
| 7    | Rumänien      | 0    | 1      | 1      | 1       |
| 8    | Ungarn        | 0    | 1      | 0      | 2       |
| 9    | Belarus       | 0    | 1      | 0      | 1       |
| 10   | Frankreich    | 0    | 0      | 1      | 1       |
| 11   | Deutschland   | 0    | 1      | 0      | 2       |
|      | Finnland      | 0    | 0      | 1      | 0       |
|      | Italien       | 0    | 0      | 1      | 0       |
| 14   | Spanien       | 0    | 0      | 0      | 3       |
| 15   | Österreich    | 0    | 0      | 0      | 1       |

## Griechisch-römisch, Männer
Die Wettbewerbe der Männer im griechisch-römischen Stil wurden am 4. April und 5. April ausgetragen.

### Ergebnisse

#### Kategorie bis 55 kg (Bantamgewicht)
| Platz | Land       | Sportler             |
| ----- | ---------- | -------------------- |
| 1     | Finnland   | Jani Haapamäki       |
| 2     | Polen      | Mariusz Łoś          |
| 3     | Bulgarien  | Alexandar Kostadinow |
| 3     | Russland   | Bekchan Mankijew     |
| 5     | Tschechien | Jan Hocko            |
| 5     | Georgien   | Lascha Gogitadse     |

Datum: 4. April 2009

Titelverteidiger: Rövşən Bayramov, Aserbaidschan

Teilnehmer: 24

#### Kategorie bis 60 kg (Federgewicht)
| Platz | Land          | Sportler         |
| ----- | ------------- | ---------------- |
| 1     | Russland      | Islambek Albijew |
| 2     | Polen         | Edward Barsegjan |
| 3     | Bulgarien     | Iwo Angelow      |
| 3     | Rumänien      | Eusebiu Diaconu  |
| 5     | Aserbaidschan | Fuad Aliyev      |
| 5     | Serbien       | Davor Štefanek   |

Datum: 4. April 2009

Titelverteidiger: Jarkko Ala-Huikku, Finnland

Teilnehmer: 22

#### Kategorie bis 66 kg (Leichtgewicht)
| Platz | Land          | Sportler             |
| ----- | ------------- | -------------------- |
| 1     | Russland      | Ambako Watschadse    |
| 2     | Belarus       | Michail Sjamjonau    |
| 3     | Schweden      | Sharur Wardanjan     |
| 3     | Georgien      | Manutschar Tschadaia |
| 5     | Polen         | Damian Zuba          |
| 5     | Aserbaidschan | Fərid Mansurov       |
|       |               |                      |
| 9     | Deutschland   | Christian Fetzer     |
|       |               |                      |
| 28    | Schweiz       | Pascal Strebel       |

Datum: 4. April 2009

Titelverteidiger: Armen Wardanjan, Ukraine

Teilnehmer: 29

#### Kategorie bis 74 kg (Weltergewicht)
| Platz | Land          | Sportler             |
| ----- | ------------- | -------------------- |
| 1     | Aserbaidschan | Arsen Dschulfalakjan |
| 2     | Ukraine       | Wolodymyr Schazkych  |
| 3     | Türkei        | Selçuk Çebi          |
| 3     | Belarus       | Aljaksandr Kikinjou  |
| 5     | Georgien      | Gennadi Gogischwili  |
| 5     | Lettland      | Aleksandrs Višņakovs |
|       |               |                      |
| 9     | Deutschland   | Adam Juretzko        |
|       |               |                      |
| 11    | Schweiz       | Murat Argin          |

Datum: 4. April 2009

Titelverteidiger: Péter Bácsi, Ungarn

Teilnehmer: 27

#### Kategorie bis 84 kg (Mittelgewicht)
| Platz | Land        | Sportler                |
| ----- | ----------- | ----------------------- |
| 1     | Russland    | Alexei Mischin          |
| 2     | Türkei      | Nazmi Avluca            |
| 3     | Ukraine     | Witalij Lischtschynskij |
| 3     | Armenien    | Schalwa Gadabadse       |
| 5     | Estland     | Eerik Aps               |
| 5     | Polen       | Paweł Poślad            |
|       |             |                         |
| 18    | Österreich  | Amer Hrustanovic        |
| 19    | Deutschland | Bernhard Mayr           |

Datum: 5. April 2009

Titelverteidiger: Nazmi Avluca, Türkei

Teilnehmer: 27

#### Kategorie bis 96 kg
| Platz | Land        | Sportler               |
| ----- | ----------- | ---------------------- |
| 1     | Russland    | Aslanbek Chuschtow     |
| 2     | Litauen     | Mindaugas Ežerskis     |
| 3     | Tschechien  | Marek Švec             |
| 3     | Schweden    | Jimmy Lidberg          |
| 5     | Belarus     | Zimafej Dsejnitschenka |
| 5     | Türkei      | Serkan Özden           |
|       |             |                        |
| 15    | Deutschland | Oliver Hassler         |

Datum: 5. April 2009

Titelverteidiger: Aslanbek Chuschtow, Russland

Teilnehmer: 23

#### Kategorie bis 120 kg
| Platz | Land         | Sportler                |
| ----- | ------------ | ----------------------- |
| 1     | Armenien     | Juri Patrikejew         |
| 2     | Schweden     | Jalmar Sjöberg          |
| 3     | Ungarn       | Mihály Deák Bárdos      |
| 3     | Deutschland  | Nico Schmidt            |
| 5     | Russland     | Alexander Anutschin     |
| 5     | Griechenland | Panagiotis Papadopoulos |

Datum: 5. April 2009

Titelverteidiger: Juri Patrikejew, Armenien

Teilnehmer: 18

### Medaillenspiegel
| Rang | Land          | Gold | Silber | Bronze | Fünfter |
| ---- | ------------- | ---- | ------ | ------ | ------- |
| 1    | Russland      | 4    | 0      | 1      | 1       |
| 2    | Armenien      | 2    | 0      | 0      | 0       |
| 3    | Finnland      | 1    | 0      | 0      | 0       |
| 4    | Polen         | 0    | 2      | 0      | 2       |
| 5    | Schweden      | 0    | 1      | 2      | 0       |
| 6    | Belarus       | 0    | 1      | 1      | 1       |
|      | Türkei        | 0    | 1      | 1      | 1       |
| 8    | Bulgarien     | 0    | 1      | 1      | 0       |
|      | Ukraine       | 0    | 1      | 1      | 0       |
| 10   | Litauen       | 0    | 1      | 0      | 0       |
| 11   | Georgien      | 0    | 0      | 1      | 2       |
|      | Aserbaidschan | 0    | 0      | 1      | 2       |
| 13   | Tschechien    | 0    | 0      | 1      | 1       |
| 14   | Deutschland   | 0    | 0      | 1      | 0       |
|      | Rumänien      | 0    | 0      | 1      | 0       |
|      | Ungarn        | 0    | 0      | 1      | 0       |
| 17   | Serbien       | 0    | 0      | 0      | 1       |
|      | Lettland      | 0    | 0      | 0      | 1       |
|      | Estland       | 0    | 0      | 0      | 1       |
|      | Griechenland  | 0    | 0      | 0      | 1       |